# José González Hontoria
José González Hontoria (Sanlúcar de Barrameda (Cádiz), 21 de julio de 1840 - Carabanchel, Madrid, 1889) fue un militar e inventor español, mariscal de campo de Infantería de Marina y brigadier de la Armada.

## Biografía
Con nueve años ingresa como aspirante en el Colegio Naval Militar de San Fernando el 31 de diciembre de 1851. El 11 de marzo de 1858 es nombrado subteniente alumno de la Academia del Real Cuerpo de Artillería de la Armada tras haber pasado cinco años antes en el Colegio Naval Militar, de donde en 1860 asciende a teniente y el 4 de septiembre se le nombra profesor ayudante de la Academia. Es enviado por la superioridad a un recorrido de información y aprendizaje por las fábricas de pólvora y armas, así como a estudiar los procesos de fundición de la industria nacional. El 31 de enero de 1861 a su regreso vuelve a sus labores de profesor.
A partir del 17 de agosto de 1863 se encarga de nuevo de la Comandancia de la Escuela y Sección de Condestables, al ser el profesor más antiguo. Entre 1864 y 1865 fue enviado a los Estados Unidos, donde durante la guerra de secesión, elaboró una memoria a cerca de los avances en artillería que allí se estaban produciendo, la cual, le valió la concesión de la Orden de Carlos III.
Efectuó distintos estudios sobre los procedimientos de elaboración de pólvora y de fabricación de artillería. En 1879 se aceptó para servicio en la Armada el sistema de artillería del que fue autor y se le designó para estudiar el sistema de fabricación de los calibres, trazados de cañones y proyectiles. Desempeñó numerosas misiones de servicio en España y en el extranjero.
En 1878 diseño un sistema de cañones de acero, retrocarga, y ánima rayada en los calibres de 70, 90, 160 y 200 mm que fue declarado como reglamentario por la Armada Española. Entre ellos el denominado Trubia, un modelo de cañón de 160 mm que en aquellos momentos fue considerado el más potente de Europa. En 1883, diseñó un nuevo sistema de cañones que incluía los de 240 mm, 280 mm y 320 mm, que también fueron declarados como reglamentarios por la Armada.
Fue solicitado por las fábricas británicas de cañones para la dirección de las mismas en inmejorables condiciones, no aceptándolas por preferir prestar sus servicios en España.
Fue inhumado en el Panteón de Marinos Ilustres el 8 de julio de 1907.

## Galería

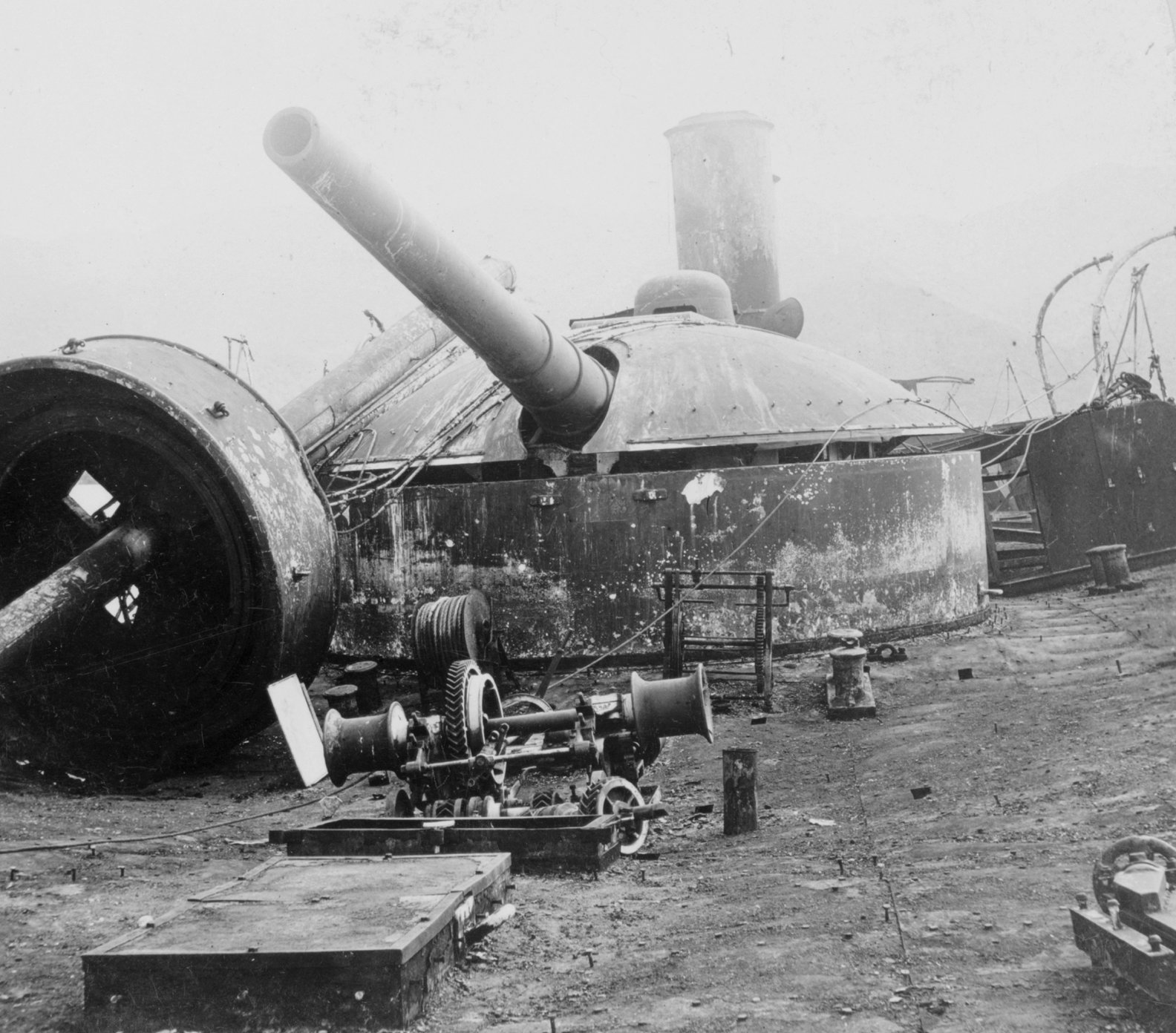
Cañón González Hontoria de 280mm en los restos de un crucero clase Infanta María Teresa.
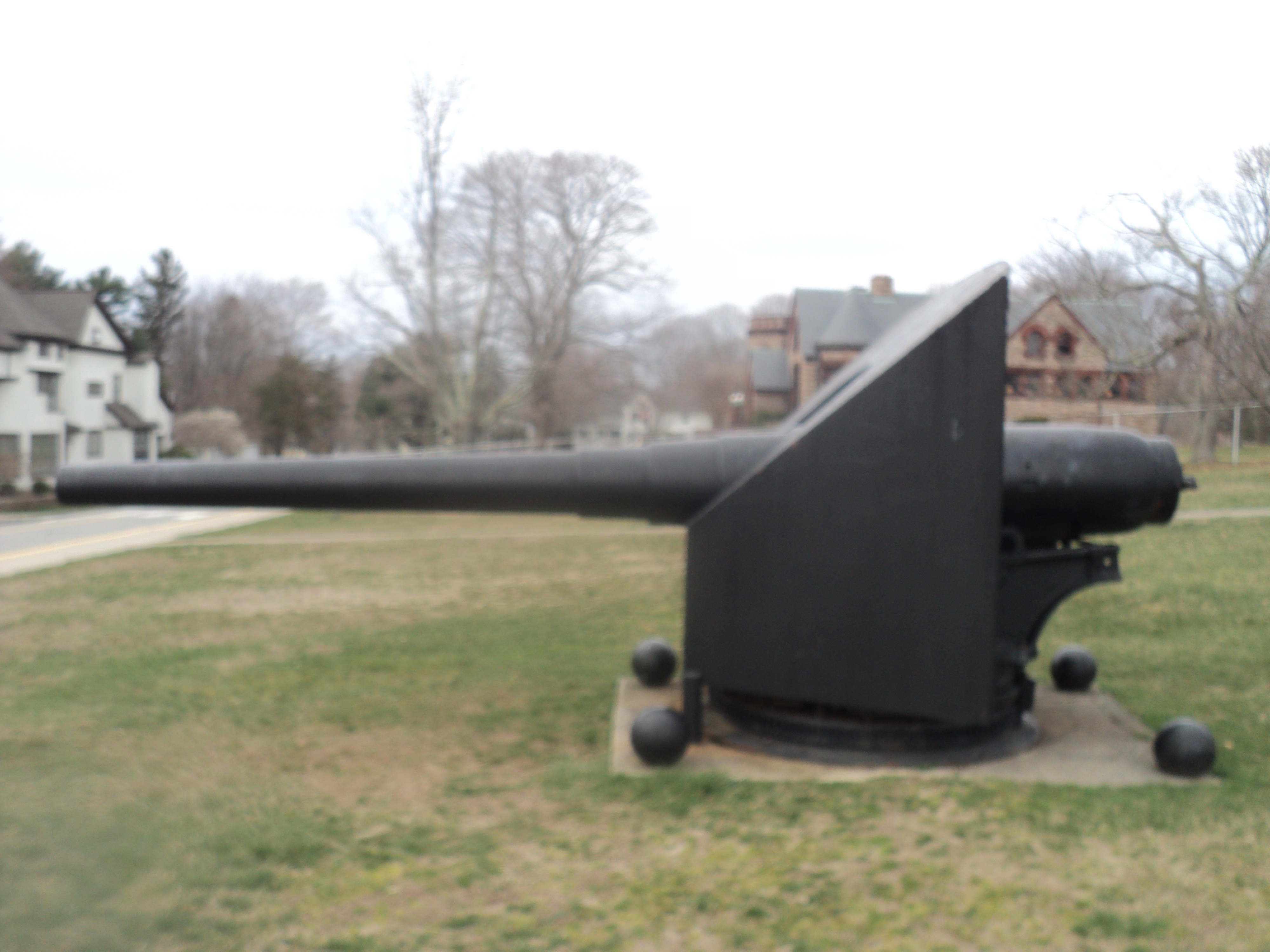
Cañón González Hontoria de fuego rápido de 140mm del crucero Infanta María Teresa.
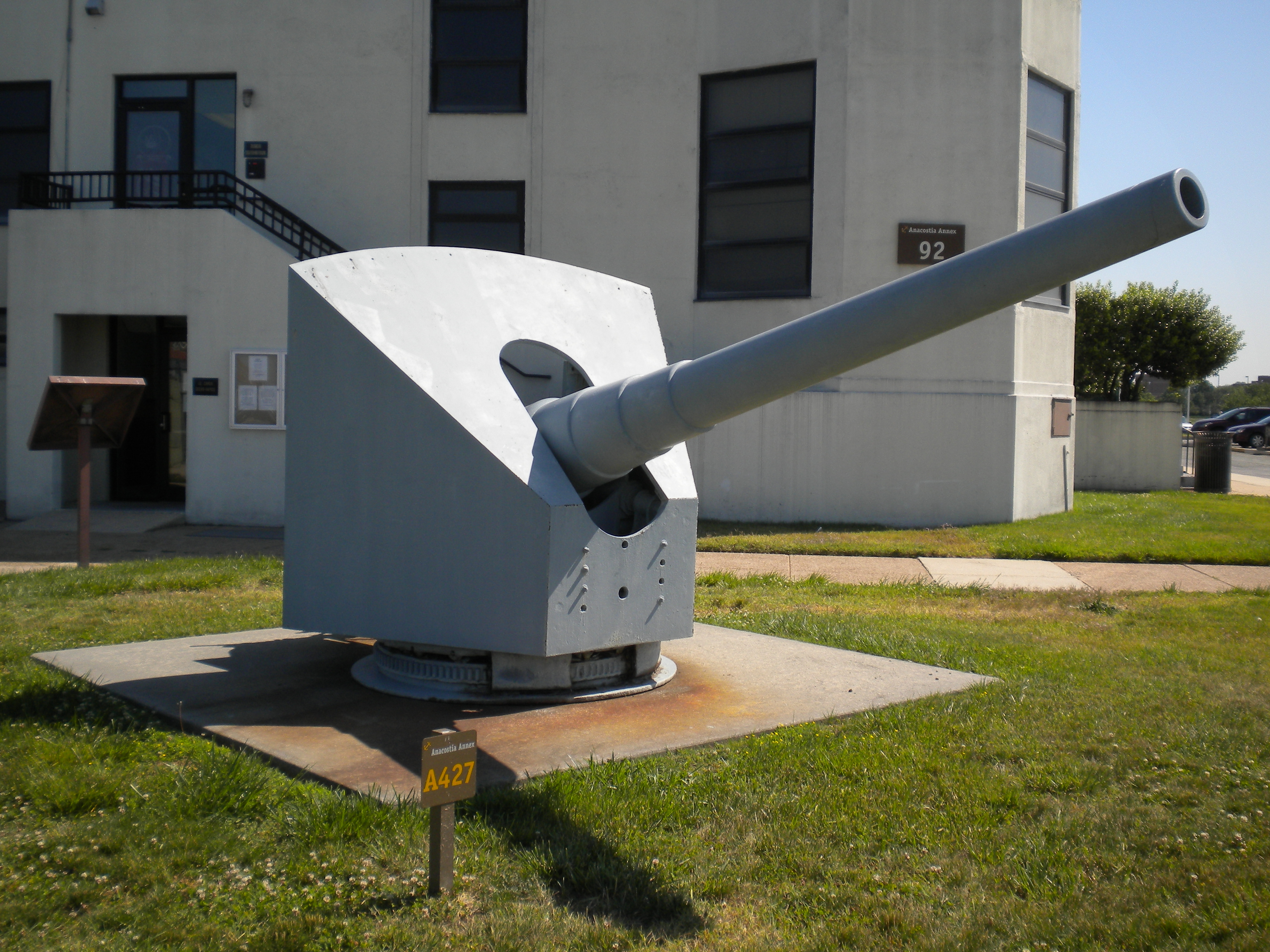
Cañón González Hontoria de fuego rápido de 140mm del crucero Almirante Oquendo.
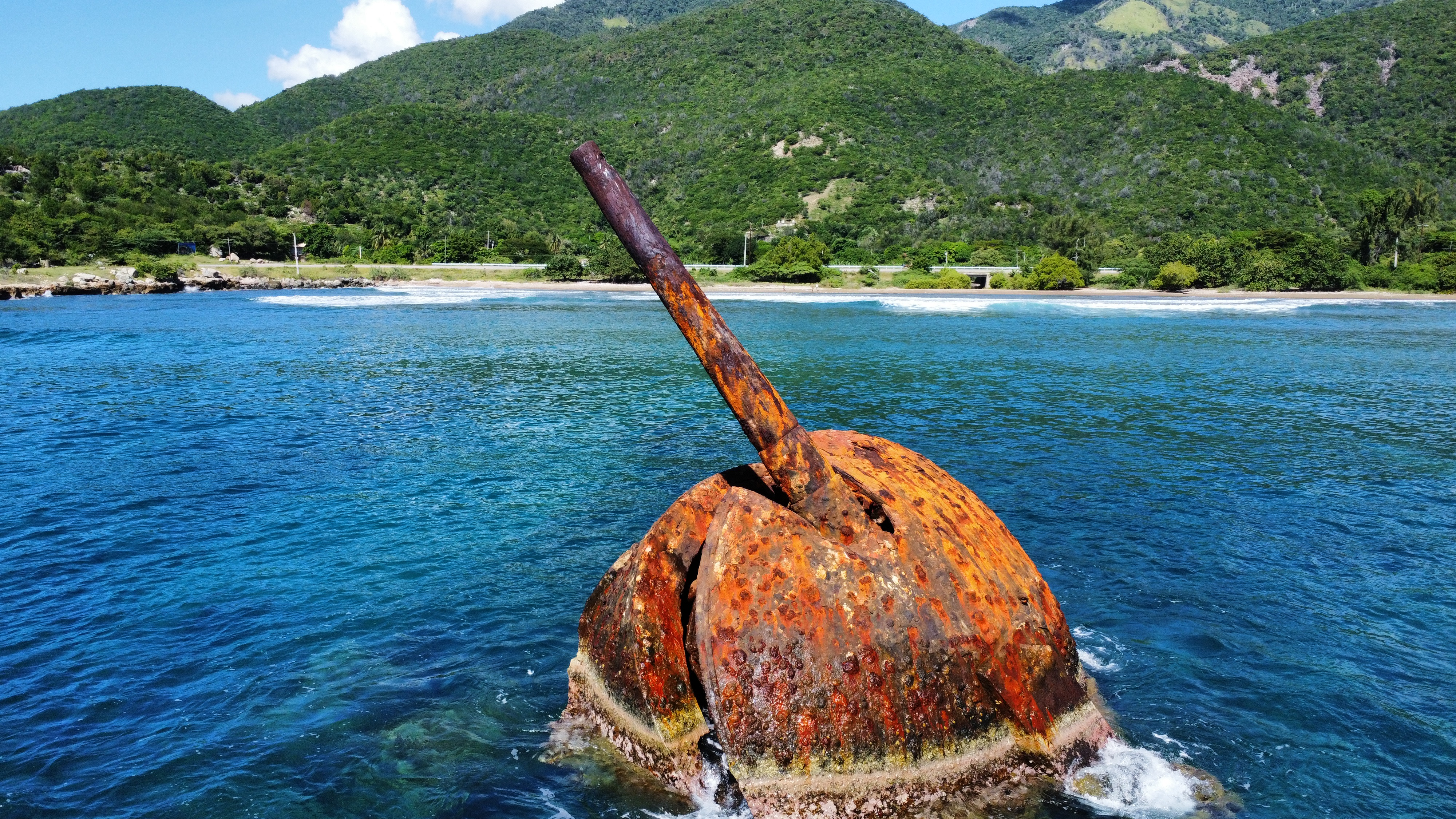
Cañón González Hontoria de 28cm del pecio Acorazado Almirante Oquendo.